# Nine Muses
«Nine Muses» (кор. 나인뮤지스, англ. 9MUSES, то есть — «9 муз») — южнокорейская гёрл-группа, состоявшая из восьми участниц и основанная компанией Star Empire Entertainment в 2010 году. Участницами группы являются Хёна, Эрин, Сона, Кёнри, Хеми, Минха, Соджин, Кымчо. Дебют состоялся 12 августа 2010 года с выходом их первого мини-альбома Let’s Have a Party. Как и было запланировано продюсерским агентством в 2014 году. В январе 2015 группа выпустила новый мини-альбом и вернулась на сцену с обновлённым составом и новыми образами.

## История

### Пре-дебют
О скором дебюте новой группы Nine Muses было объявлено 26 марта 2010 года. Первый релиз состоялся 12 Августа. До их официального дебюта, Nine Muses вместе с Seo In Young выпустили саундтрек для «Prosecutor Princess» под названием «GiveMe». Первоначально в Nine Muses было 14 потенциальных участниц, но, когда было объявлено имя группы, компания выбрала 9 участниц, которые были наиболее готовы дебютировать в группе.

### 2010: Дебют и «Let’s Have a Party»

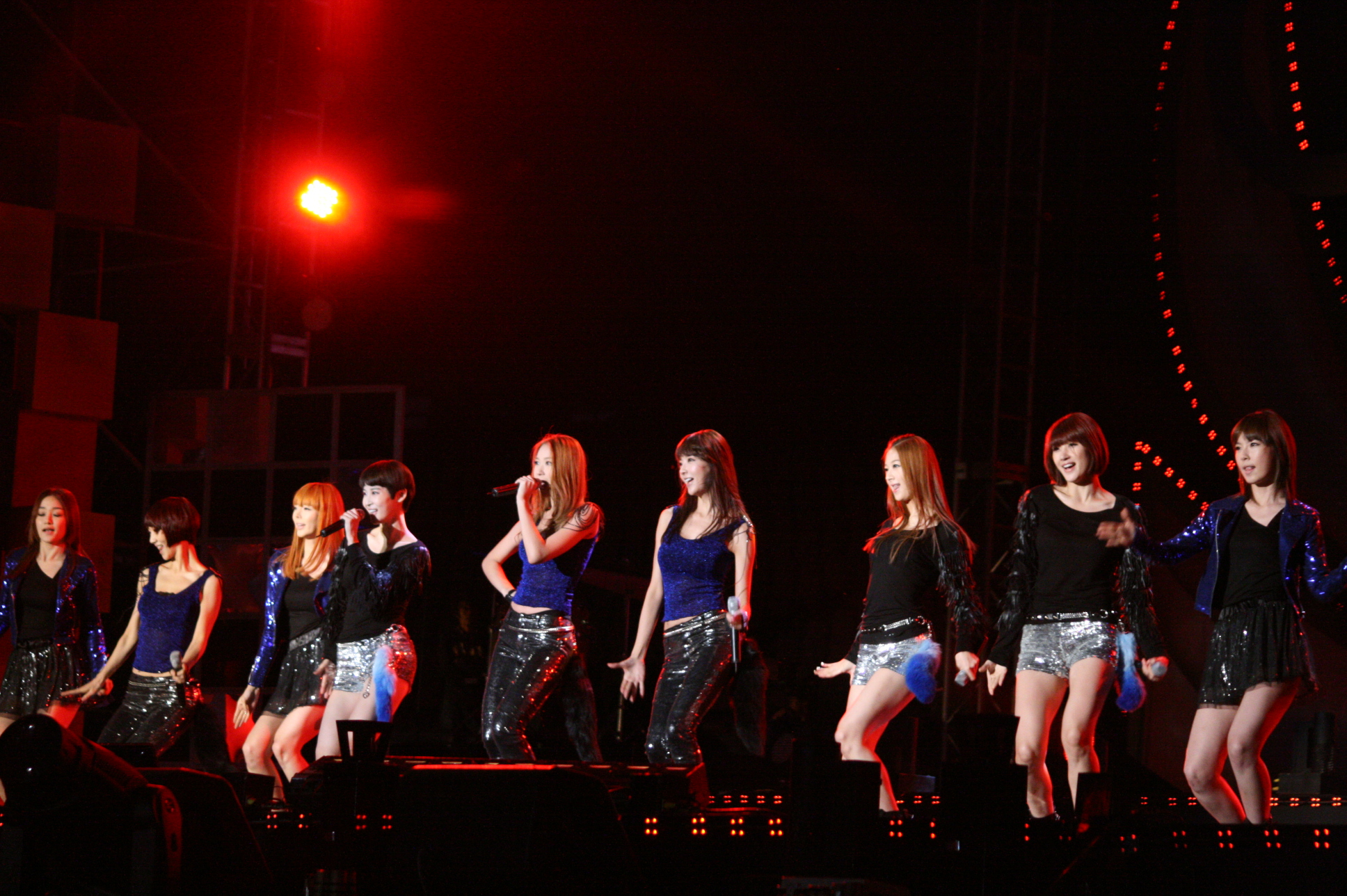
Nine Muses на фестивале Asia Song Festival (2010)

Nine Muses официально дебютировали 12 августа 2010 года с выходом их первого мини-альбома «Let’s Have a Party». Заглавный треком которого была песня «No Playboy». Композиторами этой песни являются Rainstone и Park Jin Young. 6 декабря 2010 года было объявлено, что группа готовится для перехода к Японии. 26 декабря 2010 года, Nine Muses успешно выступили с шестью песнями на Seoul Train, в котором K-POP артисты и группы выступали для своих японских поклонников.

### 2011: Изменения в составе и «Figaro»
9 июня 2011 года было подтверждено, что в группе стало 7 участниц. Star Empire Entertainment сначала заявил, что Рана и Бини по прежнему в группе, но не собираются участвовать в выступлениях. Тем не менее, 11 августа, после нескольких месяцев перерыва, Star Empire заявил, что Рана и Бини официально ушли из Nine Muses. Решение было взаимным. Как Рана, так и Бини хотели продолжать индивидуальную деятельность. Тем не менее, у них по прежнему был подписан контракт с компанией. 18 августа группа выпустила свой первый сингл «Figaro» и сопровождающее его музыкальное видео.

### 2012: Новые участницы и «Sweet Rendezvous»
Nine Muses представили свою новую участницу Кёнри во время выступлений в Абу-Даби, ОАЭ. 1 января 2012 года они продемонстрировали фотографии для их второго сингла «News», показывая все 8 участниц. Nine Muses выпустили видео на песню «News» 10 января, а сингл на день позже, 11 января. Песню продюсировал Sweetune, который также продюсировал их сингл «Figaro». Песня получила хорошие отклики и собрала ещё больше фанатов для Nine Muses.
20 февраля Star Empire Entertainment объявил, что благодаря хорошим откликам, группа вернётся в марте с новым треком. 6 марта был выпущен тизер на песню «Ticket» с их мини-альбома «Sweet Rendezvous». Клип на песню «Ticket» был выпущен 8 марта. 6 апреля, в интервью для Ariran, Сера намекнула, что группа готовится к следующему возвращению с новой и последней участницей Сон Сона. 25 мая они представили 2 музыкальных видео на песню в поддержку военных «My Youth’s Allegiance».

### 2013: «Dolls», «Wild», «Prima Donna» и «GLUE»
Следующий сингл, «Dolls», был выпущен в январе 2013 года. Он дебютировал под номером 35 на GAON TOP100 Chart и под номером 11 на M!Countdown, достигнув 7-го места. 9 мая 2013 года было выпущено музыкальное видео «Wild». Сингл «Wild» достиг первого места в различных онлайн-чартах и дебютировал на Gaon chart 2013 с 32-го места, в то время как физический мини-альбом «Wild» поступил в продажу 16 мая, заняв 4-е место, и это их, на данный момент, самый высокий результат.

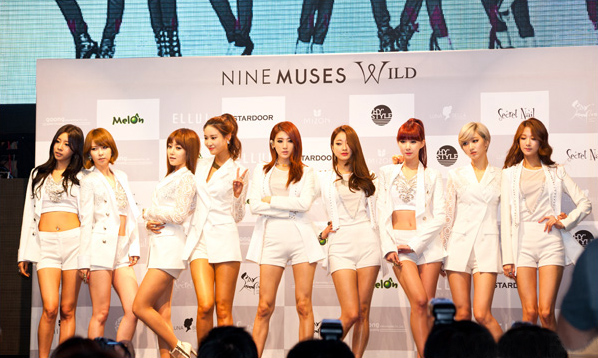
Nine Muses на Wild showcase event в 2013.

Пока участницы были заняты различной сольной деятельностью и выступлениями, поползли слухи о возможном образовании подгруппы. Другие слухи были о дате их следующего возвращения на сцену. 25 сентября 2013 года через твиттер группы было объявлено, что девушки проведут своё возвращение 14 октября 2013 года. Первый полноформатный альбом будет называться «Prima Donna» и состоять из 11 песен. Заглавная песня «GUN» снова спродюсирована Sweetune. Новостные сайты писали, что Nine Muses проведут своё возвращение 10 октября на M!Countdown, но релиз альбома все равно состоится 14 октября.
14 ноября 2013 года в твиттере Nine Muses было опубликовано закулисное фото девушек с их прощального выступления с «Gun» на M!Countdown, держащих таблички «Coming Soon». Это был намёк на их возвращение с третьим цифровым синглом, спродюсированным Sweetune, в начале декабря. 26 ноября, через официальную страничку Nine Muses в Facebook, была опубликована тизер-фотография с цифрой «25» в центре, для их приближающегося возвращения с цифровым синглом «GLUE» 4 декабря 2013.

### 2014: Ынджи, Ли Сэм и Сера покидают группу, Кёнри присоединяется к новому трио
В начале 2014 года Ли Сэм и Ынджи перестали появляться на выступлениях и мероприятиях, в которых принимала участие группы. Позднее сообщили, что девушки покидают Nine Muses, так как решили продолжить свою карьеру вне группы.
Позднее, в июне, закончился контракт Серы и она решила его не продлевать. Таким образом, в группе осталось 6 участниц. До ухода Серы возвращение Nine Muses планировалось на август 2014, но после из-за поисков новых участниц дату решили сместить на начало сентября. Позже, 21 июля агентство сообщило, что возвращение Nine Muses с новым альбомом вновь будет отложено в связи с продолжением выбора новых участниц. Через месяц, 22 Августа Star Empire Ent объявили, что Кёнри, Кевин (ZE:A), а также стажёр агентства Соджин (Sojin) объединятся для создания группы NASTY NASTY. Дебют трио состоялся 3 сентября. Песня для их возвращения «Knock» была написана композитором Rado.

### 2015: Новые участницы, мини-альбом«DRAMA»
В полночь (GMT +9) 9 января в официальном твиттере группы было объявлено о возвращении группы с новым мини-альбомом «DRAMA». Мини-альбом состоит из 6 треков. Заглавная песня альбома написана композитором Чон Джануком (정창욱), он также написал песню ‘Ping’ для первого полного альбома группы.
Через несколько дней, 15 Января, на официальном сайте появилась информация о новых участницах группы: Соджин (Sojin) и Кымчо (Geumjo). Соджин также является участницей трио NASTY NASTY (вместе с Кёнри), Кымчо — стажёр агентства.

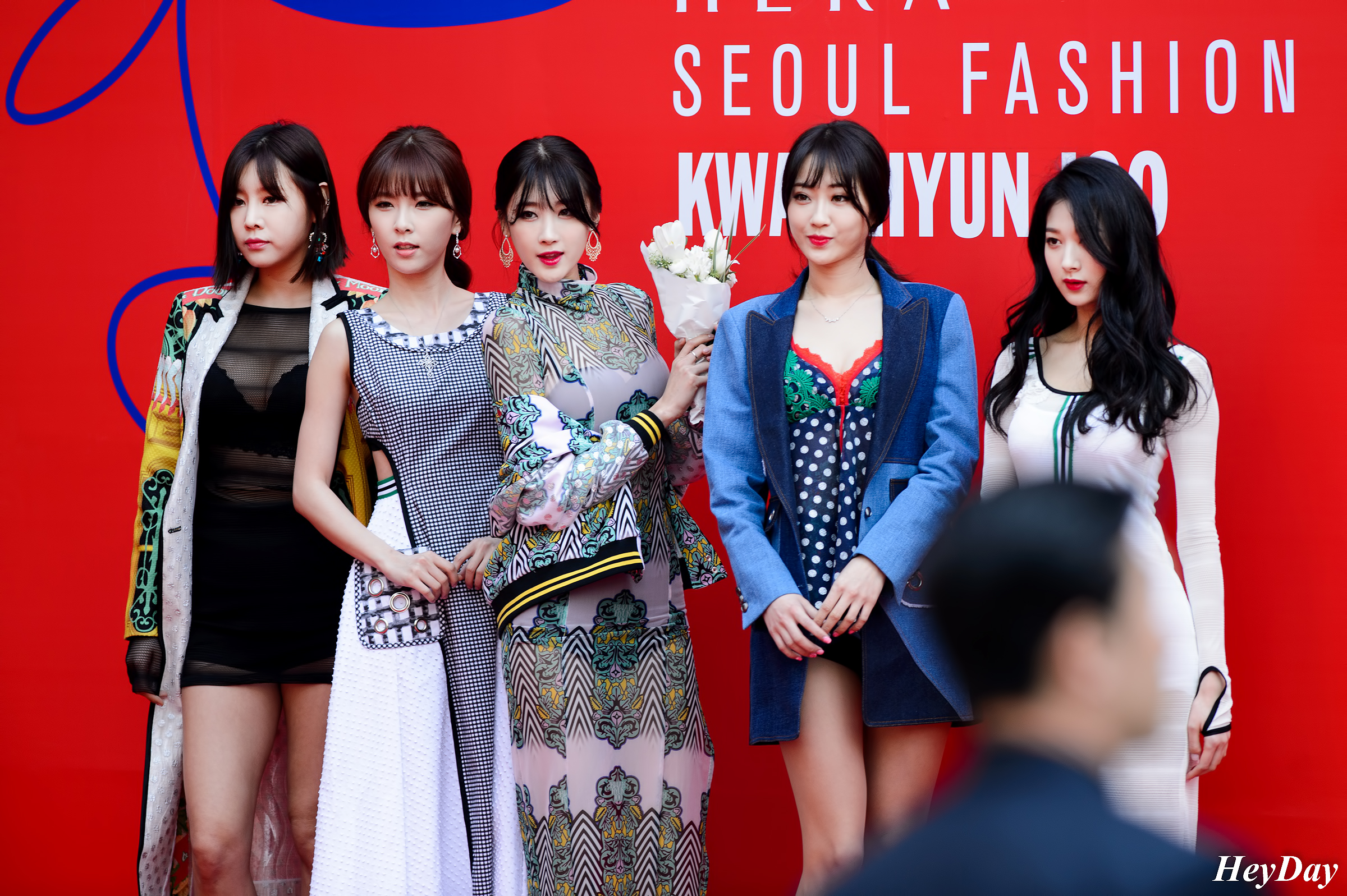
Nine Muses на фестивале Seoul Fashion Week Red Carpet (2016)

### 2016—2019: Квинтет
19 февраля 2016 года группа провела первый концерт в рамках программы Muse in the City в Wapop Hall в сеульском детском парке и провела две встречи с фанатами в Китае. 7 июня 2016 года Star Empire Entertainment анонсировал, что Минха и Эрин оставили группу после истечения срока контракта. Позже Nine Muses сформировали подгруппу Nine Muses A (полное название Nine Muses Amuse), состоящую из Кёнри, Хеми, Сочжин и Кымчжо. 4 октября 2016 года агентство анонсировало, что Хёна также оставила группу после шести лет пребывания в её составе из-за истечения контракта. Вскоре Nine Muses превратились в квартет, после того как Сона взяла паузу от группы, чтобы сосредоточиться на карьере диск-жокея.
19 июня 2017 года группа выпустила шестой мини-альбом Muses Diary Part. 2: Identity. Он достиг 5 места в Gaon Album Charts и 15 места в Billboard. Миньон содержал шесть песен, а отдельным синглом была выпущена заглавная композиция «Remember». Выступление группы состоялось на концертной площадке YES24 Muv Hall в тот же день, когда был выпущен релиз. 29 июля 2017 года Nine Muses отыграли второй после возвращения концерт в рамках программы Re:Mineв Bluesquare Samsung Card Hall в Йонсан-гу. 3 августа того же года была выпущена расширенная версия Muses Diary Part. 2: Identity под названием Muses Diary Part. 3: Love City. Переиздание включало в себя четыре трека из Muses Diary Part. 2: Identity и две новые песни, включая заглавный трек «Love City».
10 февраля 2019 года Star Empire опубликовала официальное заявление о том, что группа будет расформирована. Группа завершила деятельность с выпущенным финальным цифровым синглом под названием «Remember» 14 февраля и провела фан-встречу с тем же названием 24 февраля.

## Состав группы

### Последний состав
| Сценический псевдоним | Сценический псевдоним | Полное имя      | Полное имя | День рождения             |
| Романизация           | Хангыль               | Романизация     | Хангыль    | День рождения             |
| --------------------- | --------------------- | --------------- | ---------- | ------------------------- |
| Kyungri (Кёнри)       | 경리                  | Park Kyeong-Ree | 박경리     | 5 июля 1990 (35 лет)      |
| Hyemi (Хеми)          | 혜미                  | Pyo Hye-Mi      | 표혜미     | 5 апреля 1991 (34 года)   |
| Sojin (Соджин)        | 소진                  | Jo So-Jin       | 조소진     | 11 октября 1991 (33 года) |
| Geumjo (Кымчо)        | 금조                  | Lee Geum-Jo     | 이금조     | 17 декабря 1992 (32 года) |

### Покинувшие группу
| Сценический псевдоним | Сценический псевдоним | Полное имя      | Полное имя | День рождения             |
| Романизация           | Хангыль               | Романизация     | Хангыль    | День рождения             |
| --------------------- | --------------------- | --------------- | ---------- | ------------------------- |
| Rana (Рана)           | 라나                  | Kim Ra-Na       | 김라나     | 26 июня 1983 (42 года)    |
| Bini (Бини)           | 비니                  | Lee Hye-Bin     | 이혜빈     | 13 ноября 1985 (39 лет)   |
| Jaekyung (Джекён)     | 재경                  | Jeong Seo-Yeong | 정서영     | 9 сентября 1987 (37 лет)  |
| Lee Sem (Ли Сэм)      | 이샘                  | Lee Hyeon-Ju    | 이현주     | 5 мая 1987 (38 лет)       |
| Sera (Сера)           | 세라                  | Ryu Se-Ra       | 류세라     | 3 октября 1987 (37 лет)   |
| Eunji (Ынджи)         | 은지                  | Park Eun-Ji     | 박은지     | 27 сентября 1988 (36 лет) |
| Minha (Минха)         | 민하                  | Park Min-Ha     | 박민하     | 27 июня 1991 (34 года)    |
| Sungah (Сона)         | 성아                  | Son Seong-Ah    | 손성아     | 8 июля 1989 (36 лет)      |
| Erin/Euaerin (Эрин)   | 애린/이유애린         | Lee Hye-Min     | 이혜민     | 3 мая 1988 (37 лет)       |
| Hyuna (Хёна)          | 현아                  | Moon Hyun-Ah    | 문현아     | 19 января 1987 (38 лет)   |

### Составы по времени
Legend
- Чёрный цвет – перерыв
- Розовый цвет – состав из девяти участниц

## Дискография
Студийные альбомы
- (14.10.2013) PRIMA DONNA

Мини-альбомы
- (08.03.2012) Sweet Rendezvous
- (09.05.2013) WILD
- (23.01.2015) DRAMA

Физические синглы

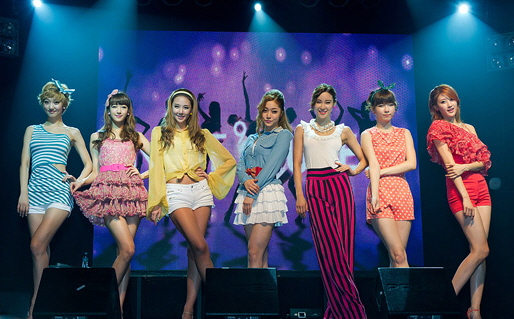
Nine Muses на презентации сингла Figaro (2011)

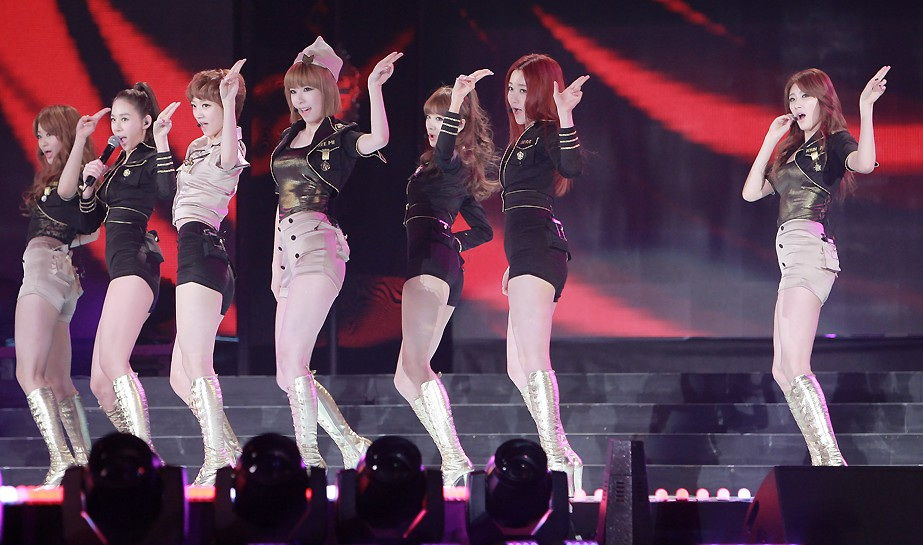
Nine Muses исполняет песню Ticket на гала-концерте K-Collection в Сеуле (2012)

В Южной Корее физический (то есть изданный на компакт-диске или другом физическом носителе) сингл называется «single album».
- (12.08.2010) Let’s Have A Party
- (24.01.2013) Dolls

Цифровые синглы
- (18.08.2011) Figaro
- (11.01.2012) NEWS
- (04.12.2013) Glue

Коллаборации
- (07.04.2010) Prosecutor Princess OST Part.2 (Seo In Young, Nine Muses)
- (30.11.2011) Star Empire (Park Jung Ah, Seo In Young, ZE:A, Nine Muses, Jewelry)
- (16.08.2012) MBC Music 'MM Choice' Part.3 (Nine Muses, Rhythm Power)
- (05.09.2012) That Woman Writes Lyrics, That Man Composes Music Season 2 OST (Tak Jae Hoon, Kim Jong Min, Nine Muses)

Другое
- (05.07.2012) TEAM SIII — Win The Day (Modu Aesseuri)

## Награды
| Год  | Название премии                     | Категория                                      | Результат |
| ---- | ----------------------------------- | ---------------------------------------------- | --------- |
| 2010 | Korean Culture Entertainment Awards | New Generation Popular Music Teen Singer Award | Победа    |
| 2010 | Korean Beauty Design Expo           | Beauty Popularity Star Award                   | Победа    |
| 2010 | Mnet Asian Music Award              | Лучшая новая певица/музыкальный коллектив      | Номинация |
| 2013 | Asian Model Festival Awards         |                                                | Номинация |
| 2013 | KPOP+ Music Awards                  | Best Female Group                              | Победа    |
| 2013 | KPOP+ Music Awards                  | Most Improved Artist                           | Победа    |